# جون وارد (لاعب كرة قاعدة)
جون وارد (بالإنجليزية: John Ward)‏ هو لاعب كرة قاعدة أمريكي، ولد في 1862 في سانت لويس الشرقية ‏ في الولايات المتحدة، وتوفي بنفس المكان في 2 أغسطس 1899.

## وصلات خارجية
- جون وارد على موقعبيزبول رفرنس.كوم (الدوري الرئيسي) (الإنجليزية)